# Jan Karol Fyda
Jan Karol Fyda (ur. 23 grudnia 1890 w Mystkowie k. Nowego Sącza, zm. 1944 w Sachsenhausen) – polski kompozytor, dyrygent i nauczyciel, nazywany "Straussem Wschodu".

## Życiorys

### Młodość i edukacja
Jan Karol Fyda urodził się w rodzinie o tradycjach muzycznych - jego ojciec i dziadkowie byli organistami. Ukończył seminarium nauczycielskie w Starym Sączu, uzyskując tytuł nauczyciela w 1911 roku. Swoją pierwszą posadę nauczycielską objął w miejscowości Trzycierz.

### I wojna światowa
W 1914 roku został zmobilizowany do XX Pułku Piechoty armii austro-węgierskiej. Podczas I wojny światowej walczył na czterech frontach: dwukrotnie na włoskim, raz na serbskim. W 1916 roku, przebywając w szpitalu dla rekonwalescentów w okolicach Klagenfurtu, zorganizował orkiestrę i dał koncert, podczas którego wykonał własną kompozycję "Marie Klänge" (op. 76). Za to wykonanie prasa austriacka nadała mu przydomek "Strauss Wschodu".

### Okres międzywojenny
Po zakończeniu I wojny światowej, w 1919 roku, wstąpił do Armii Polskiej, gdzie został przydzielony do armii generała Józefa Hallera jako kapelmistrz orkiestry. Z armią Hallera uczestniczył w wyprawie kijowskiej oraz w uroczystości zaślubin Polski z morzem w Pucku w 1920 roku, na którą skomponował "Poloneza na zaślubiny Polski z Bałtykiem".
W okresie międzywojennym Fyda intensywnie komponował i prowadził działalność muzyczną. Współpracował z Towarzystwem Dramatycznym w Nowym Sączu, pisał muzykę do przedstawień teatralnych, tworzył i prowadził lokalne orkiestry. Jednym z jego znaczących utworów z tego okresu jest "Marsz żałobny z okazji śmierci Józefa Piłsudskiego" (1935).

### II wojna światowa
W 1942 roku został aresztowany wraz z synem Karolem i osadzony w obozie koncentracyjnym Auschwitz, gdzie grał w orkiestrze obozowej. Następnie został przeniesiony do obozu Sachsenhausen, gdzie prawdopodobnie pełnił funkcję kapelmistrza lub zastępcy kapelmistrza orkiestry obozowej. Zginął w 1944 roku podczas nalotu alianckiego na obóz.

## Twórczość
Muzyka Jana Karola Fydy łączy elementy tradycyjnych rytmów, inspiracje muzyką wiedeńską i twórczością Straussa oraz motywy ludowe, chóralne, klasyczne i wojskowe. Jego kompozycje oddają klimat lat 20. i 30. XX wieku. Do najważniejszych utworów należą:
- Cykl walców "Na pamiątkę" op. 1 (1910)
- Walc "Marie Klänge" op. 76 (1916)
- "Polonez na zaślubiny Polski z Bałtykiem"[2] (oraz Intermezzo)[5]
- "Marsz żałobny z okazji śmierci Józefa Piłsudskiego" (1935)
- Aranżacja orkiestrowa utworu "Walecznych tysiąc" Juliusa Mosena[3]

## Współczesne interpretacje
Po śmierci Jana Karola Fydy jego twórczość została zapomniana na prawie 80 lat. W 2022 roku Justyna Zawiślan, dyrygentka Orkiestry, przypadkowo odkryła nuty i pamiątki po kompozytorze w jego rodzinnym dworku w Słowikowej. Od tego czasu trwają prace nad archiwizacją i upowszechnieniem dorobku Fydy, we współpracy z Polską Akademią Nauk. Odbyły się koncerty repremierowe twórczości Jana Karola Fydy, m.in. w Pałacu w Wilanowie, Filharmonii Krakowskiej, na Wawelu, Małopolskim Centrum Kultury Sokół w Nowym Sączu oraz w Korzennej - rodzinnej gminie kompozytora.